# Vashasita
Vashasita (ou Vâshasita, en sanskrit Vāshasita ?) est un moine indien mort vers 325 et considéré par la tradition du bouddhisme Zen comme son vingt-cinquième patriarche.

## Noms
Les sources en français mentionnent le vingt-cinquième patriarche sous le nom de Vâshasita,, de Naçaçata ou Basiasita, ou encore de Bashyashita.
Il s'appelle 婆舍斯多, Póshěsīduō en chinois et Bashashita en japonais.

## Biographie
La tradition rapporte que Vashasita naît au Cachemire dans une famille de brahmanes. Son maître est Âryasimha, — aussi appelé Bhikshu Simha ou Bhishu Simba —. Vashasita reçoit secrètement de son maître la robe qui symbolise la transmission du Dharma ou transmission des enseignements du Bouddha. Il part alors pour l'Inde du Sud et y enseigne. Il se trouve en Inde centrale lorsque Âryasimha meurt, peut-être vers 259. 
Lui-même meurt vers 325 et transmet sa charge à Punyamitra.